# 板仓墓地
板仓墓地位于江苏省南京市玄武区锁金村街道紫鑫城社区玄武绿化所内，是一处墓主失考的明功臣墓。
明初，在钟山之阳建孝陵，钟山之阴的诸多明功臣墓则被视为孝陵的陪葬墓。今玄武区内有十余座明初功臣墓。其中，钟山之阴的徐达墓、吴祯墓等六座功臣墓随明孝陵列入全国重点文物保护单位和世界文化遗产。钟山之阴、现存的明功臣墓中，此墓与板仓失考墓是墓主不详的两座。2014年6月，以板仓墓地之名列入玄武区不可移动文物名单，成为现存明功臣墓中最后列入文物保护单位的一座。
此墓石像生留存情况不详。有作者列出板仓某明功臣墓留存石马二件、马夫（武官）二件、石羊二件、石虎二件、武将二件。与国公吴祯墓、吴良墓石像生留存数量相类:36。未知该处石像生所在是板仓墓地，还是板仓失考墓。